# Бутаково (Иркутская область)
Бутако́во — село в Качугском районе Иркутской области России. Административный центр Бутаковского муниципального образования. 

## География
Село находится на правом берегу реки Малая Анга, на расстоянии 34 км к северо-востоку от рабочего посёлка Качуг, административного центра района.

## История
Село основано донскими казаками.

## Население
| 2002 | 2010 | 2011 | 2012 |
| ---- | ---- | ---- | ---- |
| 544  | ↘512 | ↘510 | ↘507 |

### Половой состав
По данным Всероссийской переписи, в 2010 году в селе проживало 512 человек (262 мужчины и 250 женщин).

## Известные уроженцы
- Черепанов, Корнилий Георгиевич (1905—1999) — советский военачальник, генерал-майор, Герой Советского Союза.